# Долговский (Алексеевский район)
Долговский — хутор в Алексеевском районе Волгоградской области России. Входит в Шарашенское сельское поселение.
Хутор расположен в 33 км юго-восточнее станицы Алексеевской и в 8 км юго-западнее хутора Шарашенский.
Дорога без покрытия. Хутор не газифицирован.

## История
По состоянию на 1918 год хутор входил в  Хопёрский округ Области Войска Донского.

## Население
| 2010 |
| ---- |
| 0    |